# Macrólido

Estructura de la eritromicina mostrando el anillo macrocíclico.

Los macrólidos son un grupo de antibióticos muy relacionados entre sí que se caracterizan por tener un anillo macrocíclico de lactona con 14 a 16 miembros, cuyo prototipo, y el macrólido más utilizado, es la eritromicina. La claritromicina y la azitromicina son derivados sintéticos de la eritromicina.

## Miembros

### Macrólidos comunes
- Claritromicina (Biaxin, Fromilid, Klacid, Klabax, Lekoklar, Euromicina, Infex)
- Diritromicina (Dynabac)
- Eritromicina
- Roxitromicina (Rulid, Surlid, Roxid)
- Espiramicina
- Fidaxomicina (Dificlir): Para tratar las diarreas asociadas a Clostridium difficile
- Azitromicina

### Menos comunes o en prueba
- Carbomicina A
- Josamicina
- Kitasamicina
- Midecamicina
- Miocamicina
- Oleandomicina

- Troleandomicina
- Tilosina (Tylan)
- Ansamicina
- Tiamulina

### Cetólidos
Los cetólidos son un nuevo grupo de antibióticos que están estructuralmente relacionados con los macrólidos. Se usan para tratar infecciones del tracto respiratorio causados por bacterias resistentes a los macrólidos.
- Telitromicina (Ketek)
- Cetromicina

### Macrólidos no antibióticos
Los medicamentos tacrolimus (Prograf), Pimecrolimus y sirolimus los cuales se usan como inmunosupresores o inmunomoduladores, también son macrólidos, con actividad similar a la ciclosporina.

### Macrólidos tóxicos
Una variedad de macrólidos tóxicos producidos por bacterias han sido aislados y caracterizados, como las micolactonas y la Oligomicina usada en pruebas de laboratorio solamente por su toxicidad.

## Química
Los macrólidos poseen un anillo lactónico macrocíclico al que se unen diversos desoxiazúcares y se clasifican atendiendo al número de miembros de la molécula. Ej.:
- 14 miembros: eritromicina, claritromicina.
- 15 miembros: azitromicina.
- 16 miembros: espiramicina, midecamicina.

La eritromicina es una base débil (pKa de 8.9) que forma rápidamente sales y ésteres cuando se pone en contacto con ácidos orgánicos.
La azitromicina y la claritromicicina son macrólidos semisintéticos estructural y farmacológicamente relacionados con la eritromicina. La azitromicina difiere estructuralmente de la eritromicina por la sustitución de un grupo metilo por un átomo de nitrógeno en el carbono 9 del anillo de lactona, mientras que la claritromicina se diferencia por la metilación de un grupo hidroxilo en la posición 6 del anillo de lactona. Estas modificaciones estructurales les permiten a los macrólidos nuevos una mayor potencia contra bacterias Gram negativas, resitir la degradación del ácido en el jugo gástrico y penetrar mejor a los tejidos.

## Historia
La Eritromicina fue el primer macrólido, descubierto en 1952, por Manuel Alexander McGuire y colaboradores, en los productos metabólicos de una cepa del Streptomyces erytherus, obtenido originalmente de una muestra de tierra recolectada en el archipiélago de las Filipinas.
La eritromicina se ha usado desde esa época para el tratamiento de infecciones del tracto respiratorio superior, la piel y tejidos blandos causados por organismos susceptibles (principalmente cocos gram positivos, y especialmente en pacientes alérgicos a las penicilinas.

## Mecanismo de acción
Los macrólidos inhiben la síntesis proteica mediante la unión a la subunidad ribosomal 50S, inhibiendo la translocación del aminoacil ARNt al unirse a la molécula de ARN ribosomal 23S. Tiene también efectos sobre el nivel de la peptidil transferasa. Sus acciones pueden provocar un efecto bacteriostático o bactericida, según la especie bacteriana atacada, la concentración del antibiótico alcanzada en el sitio de infección o la fase de crecimiento en que se encuentran las bacterias durante el ataque del antibiótico.
Los macrólidos ejercen su efecto sólo en los microorganismos que se encuentran en proceso de replicación. Los macrólidos penetran más fácilmente en las bacterias gram positivas, la claritromicina es el único que posee actividad sobre bacterias gram negativas, pero es muy escasa.

## Resistencia al efecto de los macrólidos
- Modificación de la diana: el más frecuente: El ARNr 23s es metilado por metilasas codificadas por el gen erm (presentes en Staphylococcus, Streptococcus, Enterobacterias, Lactobacillus). Hay dos tipos de modificaciones:
  - constitutiva: resistencia de amplio espectro excepto a la Estreptrogramicina.
  - inducible: resistencia a los macrólidos de 14 y 15 carbonos
- Modificación enzimática: los macrólidos de 14 carbonos pueden inactivarse por esterasas, glicolasas y fosfotransferasas.
- Sistema de expulsión por bombeo: gen presente en plásmidos. Muy frecuente.[4]

## Indicaciones
Los macrólidos tienen un espectro de actividad muy similar entre uno y otro, no penetran el líquido cefalorraquídeo y logran altas concentraciones en piel, oído medio, secreciones bronquiales, próstata, mucosa gástrica, granulocitos y macrófagos. Basado en ello, los macrólidos se indican en medicina en:
- Alternativa a los pacientes alérgicos a la penicilina.
- Toxoplasmosis en la gestante, aunque estudios clínicos demuestran alta tasa de toxicidad con eritromicina.
- Neumonía adquirida en la comunidad o exacerbación de bronquitis.
- Otitis media aguda.
- Difteria y tos ferina
- Infecciones intestinales por Campylobacter.
- Infecciones urogenitales, como la uretritis por Chlamydia trachomatis, Ureaplasma urealyticum, y la enfermedad inflamatoria pélvica
- Infecciones odontológicas.
- Úlceras pépticas por (Helicobacter pylori)
- Cocos Gram positivos: estreptococo beta hemolítico del grupo A, neumococo, estafilococo meticilinosensibles.
- Bacilos Gram positivos: Corynebacterium diphtheriae, Bacillus anthracis, Listeria monocytogenes.
- Cocos Gram negativos: Moraxella catarrhalis, meningococo, gonococo.
- Bacilos gram negativos: Haemophilus ducreyi, Vibrio cholerae, Bordetella pertussis, Helicobacter pylori, Legionella, Haemophilus influenzae, Campylobacter jejuni
  - Los macrólidos son parte de la mayoría de esquemas para erradicación de H. pylori.

- Otros: Toxoplasma, Treponema, Chlamydia, Mycoplasma, Rickettsia.

La claritromicina tiene mayor actividad sobre H. Influenzae y es más potente contra el estafilococo y el estreptococo que lo es la eritromicina. La eritromicina es altamente activa contra Streptococos betahemolíticos del grupo A y Streptococcus pneumoniae. La mayoría de cepas de streptococos beta hemolíticos incluyendo grupos B, C, F, y G son también susceptibles a la eritromicina. Más recientemente se estudia como posibles blancos alternativos en el tratamiento de la fibrosis pulmonar
Off-label: La Eritromicina se usa para el tratamiento de la gastroparesia debido a que incrementa la motilidad gastrointestinal.

## Contraindicaciones
Eritromicina y Claritromicina están contraindicadas en el embarazo.
- El uso de Eritromicina en el primer trimestre se asocia con incremento del riesgo de falla hepática y anomalías congénitas.[10]

### Interacciones farmacológicas
Inhibición del CYP3A4: La Eritromicina y Claritromicina inhiben moderadamente al citocromo P450

## Farmacocinética
La azitromicina permitía por su efecto post-antibiótico, una duración de 3 días de tratamiento, pero en el último tiempo por la resistencia demostrada, implica una duración de por lo menos 6 días, bastante menor que los 10 a 13 días del resto de los macrólidos.

## Efectos adversos
Generalmente son muy seguros, pero pueden tener los siguientes efectos adversos:
- M14 y M15 estimulan la motilidad intestinal, por lo que pueden producir dolor abdominal, náuseas, vómitos y diarrea.[11][12]
- Hipersensibilidad cutánea.
- Eosinofilia.
- Enrojecimiento en los ojos por la dilatación de los vasos sanguíneos.
- Sensación de sabor amargo después de haber deglutido el medicamento.
- Prolongación del intervalo QT (principalmente Eritromicina, pero todos se han asociado)[13] y arritmias.